# Izborna šutnja
Izborna šutnja zabrana je političke kampanje ili medijskog izvještavanja o izborima, prije ili tijekom njih.
U nekim jurisdikcijama, poput Slovenije, Poljske i Nepala, zabranjeno je pokušavati uvjeriti glasače da glasaju za određenog kandidata ili političku stranku na dan izbora. Neke jurisdikcije poput Bugarske proglasile su da je izborna šutnja, kršenje zakona o slobodi govora. Međutim, izborna šutnja koristi se u nekim svjetskim demokracijama kako bi se „uravnotežila kampanja i održalo slobodno glasačko okruženje”. Dok u drugima zemljama djeluje ograničeniji oblik „šutnje” gdje je medijima onemogućeno komentirati aktivnosti kampanje na dan izbora i/ili je objavljivanje anketa javnog mnijenja protuzakonito.
U nekim zemljama postoji izborna šutnja kako bi se glasačima omogućilo da razmisle o događajima prije nego što daju svoj glas. U tom razdoblju nije dopuštena nikakva aktivna kampanja kandidata. 
U Hrvatskoj, izborna šutnja traje od 00:00 sati dana prije izbora do zatvaranja biračkih mjesta na dan izbora. Tijekom izborne šutnje i na sam dan izbora do zatvaranja birališta, zabranjene su sve promidžbene aktivnosti, uključujući: objavljivanje anketa, fotografija u medijima, intervjua s kandidatima i citiranje ranijih izjava.